# Sýrie na Letních olympijských hrách 1984
Sýrie se účastnila Letní olympiády 1984 v americkém Los Angeles. Zastupovalo ji 9 mužů v 5 sportech.

## Medailisté
| Medaile | Jméno         | Sport | Soutěž                    |
| ------- | ------------- | ----- | ------------------------- |
| Stříbro | Joseph Atiyeh | Zápas | muži volný styl do 100 kg |